# As Povoações Mais Bonitas de Espanha

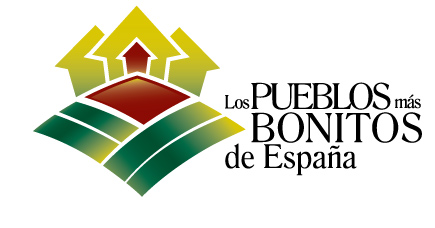
Lógotipo da associação

As Povoações Mais Bonitas de Espanha (em castelhano: Los Pueblos Más Bonitos de España) é uma associação espanhola criada em 2011 para promover, difundir, fomentar e preservar o património cultural, natural e rural em áreas geográficas com menor nível de industrialização e população. Trata-se de uma ferramenta de difusão cultural baseada no modelo francês de As Mais Belas Aldeias de França (em francês: Les Plus Beaux Villages de France) e difundida a nível internacional desde 1982.
Esta associação desenhou uma imagem de marca como ajuda para favorecer o reconhecimento dos destinos turísticos de qualidade e o intercâmbio de ideias entre seus membros bem como as iniciativas que pudessem servir para impulsionar a promoção de seus municípios. O actual presidente da associação é Francisco Mestre Deita.

## Antecedentes
No ano de 1982 nasceu em França a associação Les Plus Beaux Villages de France, que foi a primeira rede desta índole criada no mundo. Actualmente a associação francesa conta com 157 membros. A partir do sucesso que teve esta iniciativa, começaram a desenvolver-se novas redes noutros países do mundo, sendo os países francófonos ou regiões francófonas as primeiras em seguir os passos da associação francesa.
- Em 1994 nascem As Aldeias Mais Bonitas da Valónia [en] (Bélgica).
- Em 1998 a Associação das mais belas aldeias do Quebeque [en] (Canadá)
- Em 2001 as Aldeias mais bonitas de Itália
- Em 2005 As Aldeias Mais Bonitas do Japão [en]
- Em 2010 As Aldeias mais Bonitas da Roménia
- Em 2011 As Aldeias mais Bonitas da Saxónia (Alemanha)

Oficialmente, a 8 de julho de 2012 criou-se em Gordes (França) a Federação internacional das Associações das Aldeias mais Bonitas. Esta federação tem o nome de As Aldeias Mais Bonitas da Terra [fr] (Les Plus Beaux Villages de la Terre). Ela é composta pelas associações de França, Itália, Valónia, Quebeque e Japão.
Está previsto em seus estatutos que as novas associações nacionais se integrem na federação automaticamente após 5 anos de funcionamento.

## Critérios de admissão

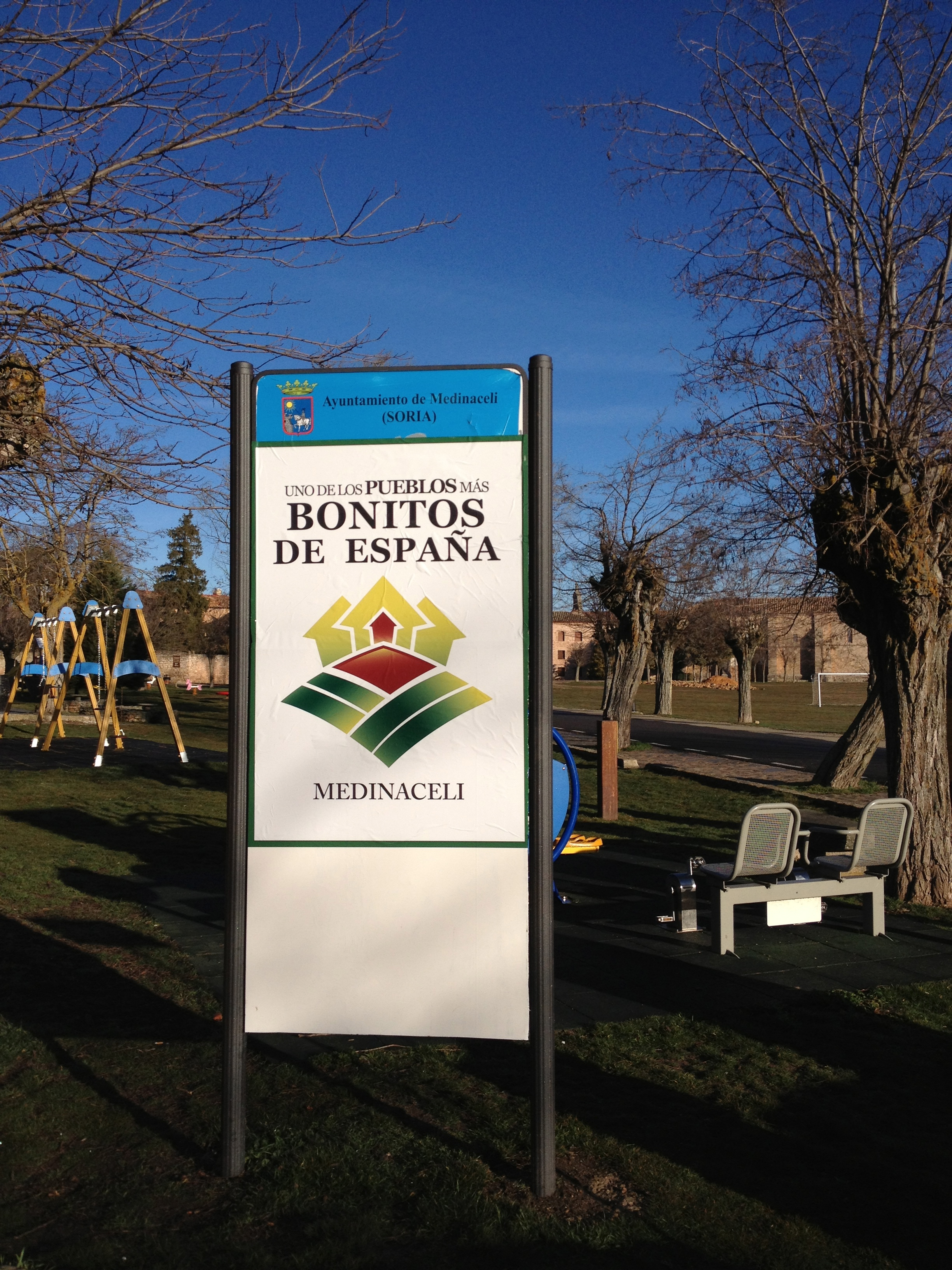
Cartaz em Medinaceli

Os critérios para a admissão de uma nova aldeia estão expostos na carta de qualidade da associação. Para juntar-se à dita entidade, uma aldeia tem de solicitar em primeiro lugar o acordo da assembleia municipal ou junta de governo. Uma vez recebida esta solicitação por parte da associação, inicia-se o processo de instrução da candidatura valorizando os seguintes critérios:
1. Ter uma população inferior a 15000 habitantes (em populações maiores de 5 000 habitantes a associação contempla somente o casco histórico em perfeitas condições)
2. Ter um património arquitectónico ou natural certificado.

Após cumprir estes dois pontos, realiza-se uma auditoria à aldeia por pessoal da comissão de qualidade designada para tal efeito onde valorizar-se-ão os aspectos especificados na Carta de Qualidade. Isso implica cumprir os critérios mínimos de qualidade em aspectos tão variados como a limpeza, conservação das fachadas, circulação de veículos ou se têm ou não um lugar destinado ao estacionamento destes, o cuidado de flores e zonas verdes, o tratamento das insígnias publicitárias e cartazes, etc.
Uma vez cumprida esta auditoria, emite-se o veredicto que pode ser positivo, sob condição de melhorar aspectos importantes na aldeia ou negativo.
Se o veredicto é positivo, a aldeia será rotulada nas suas entradas correspondentes como "Uma das mais Bonitas de Espanha" junto ao logótipo da associação e a partir desse momento terá o direito do uso do selo As Aldeias mais Bonitas de Espanha para ser utilizado de acordo com os valores da associação.
Uma aldeia pode ser reauditada nos anos seguintes à sua adesão para demonstrar que continua com uma política a favor dos valores como a conservação do património, a promoção, a renovação das fachadas, etc. Uma aldeia pode perder a marca de "Uma das aldeias mais Bonitas de Espanha" se não continuar a cumprir os valores iniciais da associação ou da sua carta de qualidade.

### Carta de qualidade
A carta de qualidade é o instrumento que serve para que um povo possa ser auditado sob o ponto de vista objectivo. Nela se refletem todos os aspectos que terá em conta a comissão de qualidade na hora de fazer a valoração   do povo.
Os itens que se valorizam são os seguintes:
- Qualidade urbanística: Valorizam-se os acessos à aldeia, a morfologia e a dimensão da aldeia ou do casco histórico valorizado.
- Qualidade arquitectónica: Valoriza-se a harmonia e homogeneidade dos edifícios, fachadas, cores das fachadas, aberturas, etc.

Além destes aspectos puramente técnicos, a carta de qualidade especifica que a aldeia deve desenvolver uma política mediante factos concretos de valores, desenvolvimento, promoção e cuidado do seu património onde ter-se-ão em conta os seguintes aspectos:
- Valores: Valoriza-se o encerramento parcial ou total do tráfico dentro do casco antigo, bem como a organização de estacionamento no exterior do povo para carros e caravanas. O tratamento estético das linhas de luz e telefone, os cartazes publicitários, a existência de flores, a limpeza ou a renovação de fachadas.
- Desenvolvimento: Avalia-se o conhecimento de turistas que visitam ao ano a aldeia e a presença de comércio, alojamento, artesãos e restauração.
- Promoção: Do mesmo modo, a existência de um ponto de informação turística, a organização de visitas guiadas ou a edição de folhetos e guias
- Animação: É importante a organização de eventos originais e de qualidade, já sejam festas ou eventos culturais e a existência de lugares próprios para que estes se possam desenvolver.

## Assembleia nacional

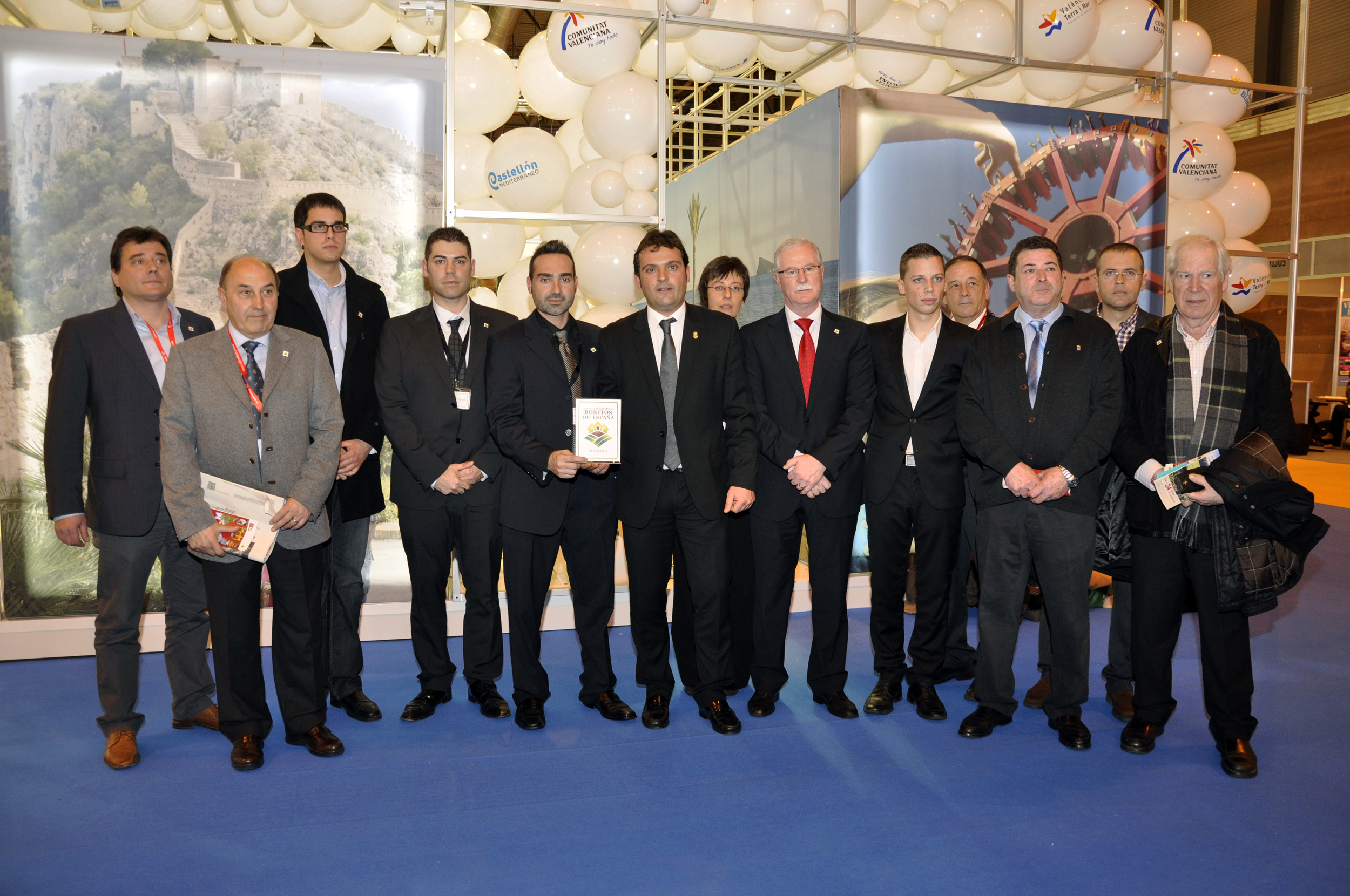
Prefeitos e vereadores da rede As Aldeias mais Bonitas de Espanha presentes na FITUR (Janeiro 2013)

Uma vez ao ano rotativamente, reúnem-se numa das aldeias mais bonitas de Espanha, em assembleia, todos os prefeitos integrantes da rede. Nesta assembleia decidem-se assuntos relativos ao desenvolvimento das aldeias, trocam-se experiências e chegam-se a acordos quanto a políticas de valor, promoção e desenvolvimento das ditas aldeias.

## Dia oficial das Aldeias Mais Bonitas de Espanha
Na assembleia de Ayllón, em 2014, os prefeitos das Aldeias Mais Bonitas de Espanha declararam o dia 1 de outubro como o dia das Aldeias mais Bonitas de Espanha , que coincide com o dia de fundação da associação. Neste dia todos os prefeitos das aldeias associadas içam a bandeira das Aldeias mais Bonitas de Espanha e as actividades culturais e turísticas são gratuitas em cada uma das aldeias. Neste dia reivindica-se em toda Espanha o cuidado do património e os costumes ancestrais das pequenas aldeias de Espanha.

## Aldeias aderentes

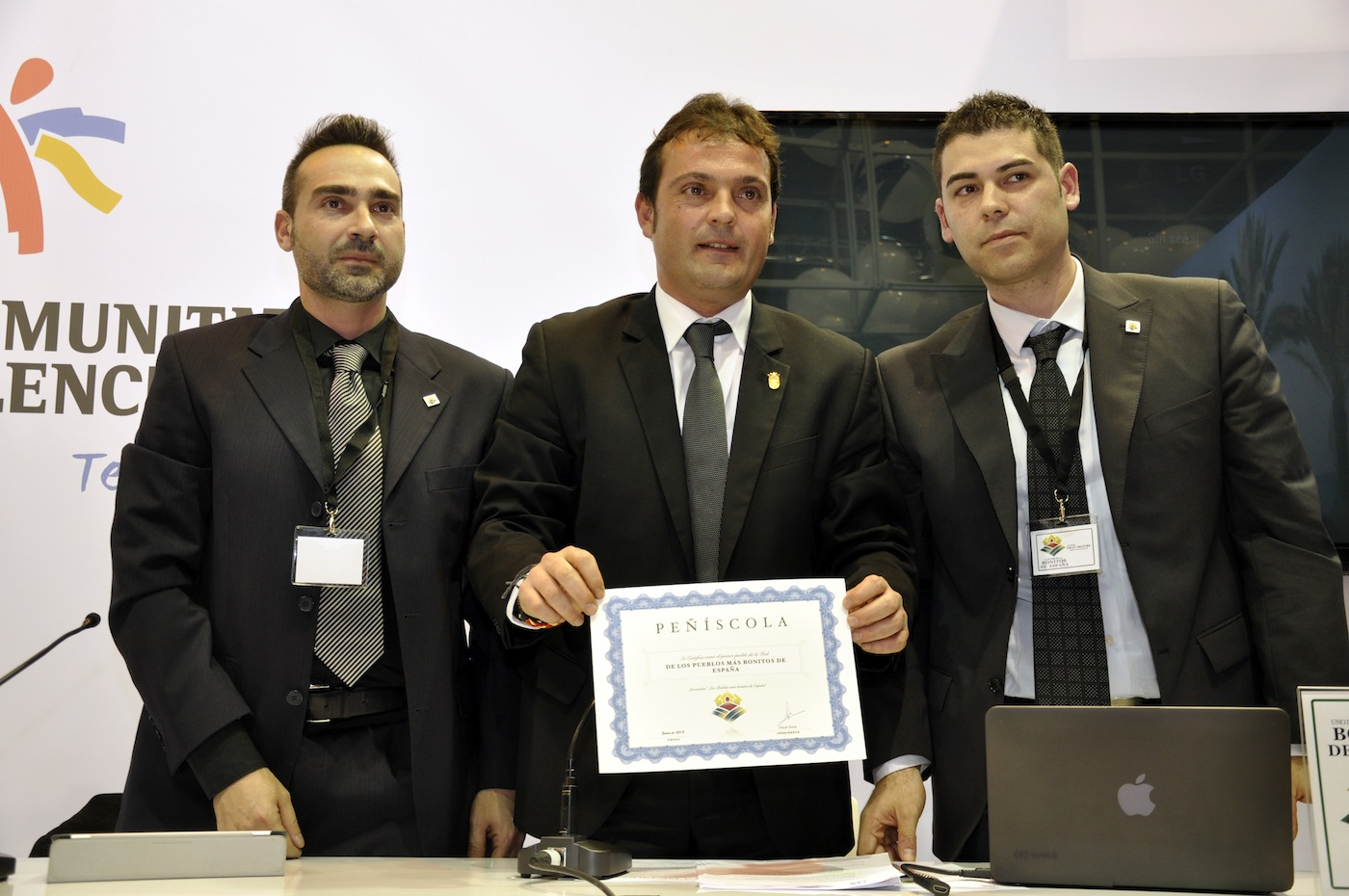
Prefeito de Peñíscola com os directores da associação, recebendo a distinção como a primeira aldeia a fazer parte da rede das Aldeias mais Bonitas de Espanha. 30 de janeiro de 2013

A 30 de janeiro de 2013 apresentou-se em Madrid, em roda de imprensa, dentro da Feira Internacional de Turismo (FITUR) as 14 primeiras aldeias que fazem parte da rede das Aldeias mais Bonitas de Espanha, sendo Peñíscola o povo precursor.
Em julho de 2013 Santillana do Mar adere à associação, e em janeiro de 2014, aderem outros 9 aldeias.

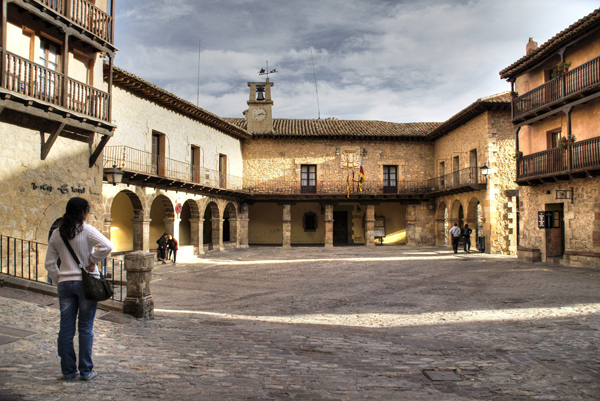
Albarracín

A seguir detalha-se a lista das 35 aldeias pertencentes à rede em janeiro de 2015:
Em janeiro de 2016 juntaram-se as localidades de: Laguardia (Álava), Torazo (Astúrias), Trujillo (Cáceres), Liérganes (Cantábria), Zuheros (Córdova), Peñalba de Santiago (Leão), Cidade Rodrigo (Salamanca), Sepúlveda (Segóvia) e Sos do Rei Católico (Saragoça).
Actualmente há 44 aldeias aderentes.
| Comunidade autónoma   | Província   | Povoação                |
| --------------------- | ----------- | ----------------------- |
| Andaluzia             | Almeria     | Lucainena das Torres    |
| Andaluzia             | Almeria     | Mojácar                 |
| Andaluzia             | Cádis       | Vejer da Fronteira      |
| Andaluzia             | Córdova     | Zuheros                 |
| Andaluzia             | Granada     | Pampaneira              |
| Andaluzia             | Málaga      | Frigiliana              |
| Aragão                | Huesca      | Aínsa                   |
| Aragão                | Huesca      | Alquézar                |
| Aragão                | Huesca      | Ansó                    |
| Aragão                | Teruel      | Albarracín              |
| Aragão                | Teruel      | Calaceite               |
| Aragão                | Teruel      | Cantavieja              |
| Aragão                | Teruel      | Puertomingalvo          |
| Aragão                | Teruel      | Rubielos de Mora        |
| Aragão                | Teruel      | Valderrobres            |
| Aragão                | Saragoça    | Anento                  |
| Aragão                | Saragoça    | Sos do Rei Católico     |
| Astúrias              | Astúrias    | Lastres                 |
| Astúrias              | Astúrias    | Torazo                  |
| Canárias              | Las Palmas  | Tejeda                  |
| Cantábria             | Cantábria   | Bárcena Mayor           |
| Cantábria             | Cantábria   | Liérganes               |
| Cantábria             | Cantábria   | Santillana do Mar       |
| Castela-Mancha        | Albacete    | Alcalá del Júcar        |
| Castela-Mancha        | Cidade Real | Almagro                 |
| Castela-Mancha        | Guadalajara | Valverde de los Arroyos |
| Castela e Leão        | Burgos      | Frías                   |
| Castela e Leão        | Leão        | Peñalba de Santiago     |
| Castela e Leão        | Salamanca   | Candelario              |
| Castela e Leão        | Salamanca   | Cidade Rodrigo          |
| Castela e Leão        | Salamanca   | La Alberca              |
| Castela e Leão        | Salamanca   | Mogarraz                |
| Castela e Leão        | Segóvia     | Ayllón                  |
| Castela e Leão        | Segóvia     | Maderuelo               |
| Castela e Leão        | Segóvia     | Pedraza                 |
| Castela e Leão        | Segóvia     | Sepúlveda               |
| Castela e Leão        | Sória       | Medinaceli              |
| Castela e Leão        | Valladolid  | Urueña                  |
| Comunidade Valenciana | Alicante    | El Castell de Guadalest |
| Comunidade Valenciana | Castellón   | Morella                 |
| Comunidade Valenciana | Castellón   | Peñíscola               |
| Comunidade Valenciana | Castellón   | Vilafamés               |
| Estremadura           | Cáceres     | Trujillo                |
| País Basco            | Álava       | Laguardia               |

### 2017
A associação As Aldeias Mais Bonitas de Espanha elegeu as 13 localidades que em 2017 serão incorporadas na lista de 44 aldeias que já ostentam esta distinção:
| Comunidade autónoma | Província      | Povoação                   |
| ------------------- | -------------- | -------------------------- |
| Castela e Leão      | Sória          | Yanguas                    |
| Castela-Mancha      | Cidade Real    | Villanueva de los Infantes |
| Navarra             | Navarra        | Ujué                       |
| La Rioja            | La Rioja       | Sajazarra                  |
| Castela e Leão      | Zamora         | Puebla de Sanabria         |
| Castela e Leão      | Salamanca      | Miranda del Castañar       |
| Castela-Mancha      | Guadalajara    | Hita                       |
| Andaluzia           | Cádis          | Grazalema                  |
| Ilhas Baleares      | Ilhas Baleares | Fornalutx                  |
| Castela e Leão      | Burgos         | Covarrubias                |
| Madrid              | Madrid         | Chinchón                   |
| Andaluzia           | Granada        | Capileira                  |
| Castela e Leão      | Burgos         | Caleruega                  |